# Matt Barr
Matthew Jerome „Matt” Barr (ur. 14 lutego 1984 w Allen) – amerykański aktor telewizyjny, znany głównie z roli Brandona Vandecampa w komedii American Pie: Wakacje. Grał także w serialach Pogoda na miłość i Wyspa Harpera jako Christopher „Sully” Sullivan, a także gościnnie w serialach: Ostry dyżur, Życie na fali,  Kości i Pani prezydent.

## Wybrana filmografia

### filmy fabularne
- 2005: American Pie: Wakacje jako Brandon Vandecamp
- 2006: Jesse Stone: Śmierć w raju jako Hooker Royce
- 2008: Króliczek jako Tyler
- 2013: Parkland jako Paul Mikkelson

### seriale TV
- 2004: Ostry dyżur jako Billy
- 2004: CSI: Kryminalne zagadki Miami jako bombowiec telefonu komórkowego
- 2005: American Dreams jako Nick
- 2005: Odległy front jako Cracker
- 2005: Pani prezydent jako Mike Fleming
- 2006: Kości jako Logan Corman
- 2006: Życie na fali jako Wes Seyfried
- 2006-2007: Pogoda na miłość jako Ian „Psychiczny Derek” Banks
- 2007: CSI: Kryminalne zagadki Nowego Jorku jako Thomas Brighton
- 2008: Imprezowo jako Matt
- 2009: Wyspa Harpera jako Christopher „Sully” Sullivan
- 2009: Plotkara jako Keith van der Woodsen
- 2009: Castle jako Travis McBoyd
- 2009: Teoria wielkiego podrywu jako Mike
- 2009: Trauma jako Troy Carnahan
- 2010: Friday Night Lights jako Ryan Lowry
- 2010: CSI: Kryminalne zagadki Las Vegas jako Bellermine Quisk
- 2010–2011: Hellcats jako Dan Patch
- 2011: Nie ma lekko jako Billy „The Kid” Rhodes
- 2012: Hatfields & McCoys jako Johnson „Johnse” Hatfield
- 2014-2015: Jeździec bez głowy jako Nick Hawley
- 2017-2018: Valor jako Leland Gallo